# Imfact
Imfact (coréen : 임팩트; souvent stylisé IMFACT) est un boys band sud-coréen formé en 2016 sous Star Empire Entertainment. Le nom IMFACT est une combinaison d'« impact » et d'« I'm fact » signifiant que le groupe aura un impact dans le monde de l'industrie musicale et qu'ils produiront de la vraie musique pour leurs fans. Le groupe fait ses débuts officiels le 27 janvier 2016 avec son premier album single, Lollipop.

## Fan-club
Le 13 août 2016, le groupe est apparu en direct via l'application V de Naver afin de célébrer ses 200 jours d'existence et d'annoncer le nom de son fan club. ils ont révélé que leur fanclub porterait désormais le nom d'IF. Les membres du groupe ont expliqué : « Il s’agit de la première lettre d'IMFACT et de Fans. Ça signifie que nous ne faisons qu’un avec nos fans. ». Les garçons ont également déclaré que le « IF » correspondait également au « Si » (If en anglais) représentant leurs espoirs pour le futur.

## Carrière

### 2016-maintenant: Débuts avecLollipopetRevolt
Le label du groupe, Star Empire Entertainment a annoncé mi-avril 2015, que les artistes accompagneront Yim Siwan à son fan-meeting à Guangzhou le 18 avril afin d'avoir un premier contact avec le public et de lui montrer leurs nombreux talents, avant leurs débuts officiels qui se feront en début d’année 2016.
De nombreuses photos,,, et vidéos teasers, ont été mis en lignes pour leurs débuts. Celle qui ont le plus attirés l'attention sont notamment celles révélant les « talents » des membres : Le rap pour Jian, l'acrobatie pour Jeup, la danse pour Taeho, la guitare pour Leesang et la composition et le piano pour Ungjae
Le 27 janvier, les Imfact font leurs débuts officiels avec la sortie de leur premier album single Lollipop, le clip du titre-phare du même nom a été mis en ligne pour la sortie. Ils ont également tenu leur premier showcase le même jour pour célébrer la sortie.
Le 21 octobre 2016, il a été annoncé que le groupe fera son retour durant la seconde semaine de novembre. Le 11 novembre, Imfact a mis en ligne le clip vidéo de Feel So Good, extrait de son nouvel album single Revolt.

## Membres
| Nom de scène | Nom de scène | Nom de naissance | Nom de naissance | Date de naissance | Nationalité  | Position                                        |
| Romanisé     | Coréen       | Romanisé         | Coréen           | Date de naissance | Nationalité  | Position                                        |
| ------------ | ------------ | ---------------- | ---------------- | ----------------- | ------------ | ----------------------------------------------- |
| Jeup         | 제업         | Park Jeup        | 박제업           | 27 mars 1993      | Corée du Sud | Chanteur principal, visual                      |
| Jian         | 지안         | Lee Jian         | 이지안           | 8 novembre 1993   | Corée du Sud | Leader, rappeur principal, danseur secondaire   |
| Taeho        | 태호         | Kim Taeho        | 김태호           | 1er novembre 1993 | Corée du Sud | Danseur principal, chanteur secondaire          |
| Leesang      | 이상         | Lee Sang         | 이상             | 17 octobre 1995   | Corée du Sud | Chanteur secondaire                             |
| Ungjae       | 웅재         | Na Ungjae        | 나웅재           | 28 mai 1998       | Corée du Sud | Chanteur secondaire, Rappeur secondaire, maknae |

## Discographie

### Mini-albums
| Titre    | Détails de l’album | Meilleures positions | Ventes                |
| Titre    | Détails de l’album | COR                  | Ventes                |
| -------- | --- | -------------------- | --------------------- |
| Lollipop | - Date de sortie : 27 janvier 2016 - Labels : Star Empire Entertainment, KT Music - Formats : CD, téléchargement numérique    | 6                    | - COR : plus de 5 147 |
| Revolt   | - Date de sortie : 11 novembre 2016 - Labels : Star Empire Entertainment, KT Music - Formats : CD, téléchargement numérique   | 13                   | - COR : plus de 4 132 |
| Only U   | - Date de sortie : 24 janvier 2019 - Labels : Star Empire Entertainment, Genie Music - Formats : CD, téléchargement numérique | NC                   | NC                    |

### Singles
| Titre                                                                               | Année | Meilleures positions | Ventes                 | Album               |
| Titre                                                                               | Année | COR                  | Ventes                 | Album               |
| ----------------------------------------------------------------------------------- | ----- | -------------------- | ---------------------- | ------------------- |
| "Lollipop" (롤리팝)                                                                 | 2016  | —                    | - COR : plus de 20 928 | Lollipop            |
| "F,S,G (Feel So Good)"                                                              | 2016  | 105                  | - COR : plus de 23 015 | Revolt              |
| "In The Club" (니가 없어)                                                           | 2017  | 112                  | NC                     | Non issu d’un album |
| "Please Be My First Love" (첫사랑을 부탁해)                                         | 2017  | —                    | NC                     | Non issu d’un album |
| "Tension Up" (텐션업)                                                               | 2017  | —                    | NC                     | Non issu d’un album |
| "The Light" (빛나)                                                                  | 2018  | —                    | NC                     | Only U              |
| "NANANA" (나나나)                                                                   | 2018  | —                    | NC                     | Only U              |
| "Only U"                                                                            | 2019  | —                    | NC                     | Only U              |
| "—" signifie que le titre ne s'est pas classé ou n'est pas sorti dans cette région. |       |                      |                        |                     |